# Trouble in Mind
Trouble in Mind (Alternativtitel: Juwelenfieber, Diamantenfieber) ist ein US-amerikanischer Kriminalfilm aus dem Jahr 1985. Regie führte Alan Rudolph, der auch das Drehbuch schrieb.

## Handlung
Der früher als Polizist tätige Hawk verbüßt eine Haftstrafe. Er wird entlassen und reist in die Rain City, wo er die alleinerziehende Kellnerin Georgia kennenlernt. Georgia hat einen Freund, Coop, der kriminell wird. Hawk schlägt Georgia vor, dass er Coop bei seinen Problemen helfen könnte, wenn sie dafür diesen für Hawk verlässt.

## Kritiken
Roger Ebert schrieb in der Chicago Sun-Times vom 21. März 1986, der Film nehme einen Platz in den Erinnerungen ein. Er sei keine Komödie, aber er sei witzig, was ihm bewusst sei. Er sei auch keine Fantasie, aber einige Dinge würden darauf hindeuten. Er spiele nicht in den 1940er Jahren, aber die Figuren würden sich wie in dieser Zeit kleiden und entsprechend reden.
Film-Dienst schrieb, der „in einer imaginären Endzeit-Stadt“ spielende Film biete eine „atmosphärisch ungewöhnlich dicht inszenierte, hervorragend fotografierte und gespielte Hommage an den "Lonely Guy" des modernen Westerns und die erotisch-laszive und gewalttätige Stimmung des "film noir".“

## Auszeichnungen
Alan Rudolph erhielt im Jahr 1986 den auf den Internationalen Filmfestspielen Berlin verliehenen C.I.C.A.E. Award und wurde für den Goldenen Bären nominiert. Toyomichi Kurita gewann 1986 den Independent Spirit Award, Lori Singer wurde für den gleichen Preis nominiert.

## Hintergründe
Der Film wurde in Seattle gedreht. Nach der Weltpremiere am 11. September 1985 in Los Angeles wurde der Film im Februar 1986 auf den Internationalen Filmfestspielen Berlin vorgestellt. Im März 1986 wurde er in den USA in einem Kino vorgeführt, in dem er ca. 19,6 Tsd. US-Dollar einspielte.